# Artur Stępiński
Artur Stępiński (ur. 3 maja 1839 w Saint-Junien, zm. 15 października 1900 w Paryżu) – polski działacz emigracyjny, inżynier dróg i mostów, nauczyciel, członek honorowy Towarzystwa Muzeum Narodowego Polskiego w Rapperswilu od 1895 roku.
Był synem Franciszka (1804-1882) i Róży z domu Cardy (1816-1883); ojciec uczestniczył w powstaniu listopadowym, następnie znalazł się na emigracji we Francji, gdzie był członkiem Towarzystwa Demokratycznego Polskiego oraz redakcji periodyku "Bulletin Polonais Littéraire, Scientifique et Artistique". Matka była Francuzką z Saint-Junien, ale swoje dzieci wychowywała w duchu polskim.
Artur Stępiński uczęszczał do Szkoły Narodowej Polskiej w paryskiej dzielnicy Batignolles oraz do Liceum Bonapartego. Później uzyskał wykształcenie politechniczne. Działał w środowisku polskim we Francji, był wieloletnim nauczycielem Szkoły Narodowej Polskiej, od 1885 członkiem Rady szkoły, a od 1890 jej dyrektorem. W 1865 należał do grona założycieli Stowarzyszenia Byłych Uczniów Szkoły Polskiej. Pochowany został na cmentarzu Les Champeaux w Montmorency pod Paryżem w grobie rodzinnym.
Jego żona, Maria z domu Vessières (1851-1906), należała do Towarzystwa Kobiet Polskich im. Klaudyny Potockiej; w organizacji tej działała także młodsza siostra Artura, Alida ze Stępińskich Gasztowttowa (1844-1917), która wyszła za mąż za literata i działacza emigracyjnego Wacława Gasztowtta. Być może synem Artura i Marii Stępińskich był zmarły w 1889 jako dziecko Piotr.